# Contea di Izard
La contea di Izard (in inglese Izard County), è una divisione amministrativa dello Stato dell'Arkansas, negli Stati Uniti. La popolazione al censimento del 2000 era di 13 249 abitanti. Il capoluogo di contea è Melbourne.

## Geografia fisica
La contea si trova nella parte nord dell'Arkansas. L'U.S. Census Bureau certifica che l'estensione della contea è di 1513 km², di cui 1504 km² composti da terra e i rimanenti 9 km² composti di acqua.

### Contee confinanti
- Contea di Fulton (Arkansas) - nord
- Contea di Sharp (Arkansas) - est
- Contea di Independence (Arkansas) - sud-est
- Contea di Stone (Arkansas) - sud-ovest
- Contea di Baxter (Arkansas) - nord-ovest

## Storia
La contea di Izard fu costituita nel 1825.

## Città e paesi
| - Calico Rock - Franklin | - Guion - Horseshoe Bend | - Melbourne - Mount Pleasant | - Oxford - Pineville |